# Вълчин Даскалов
Вълчин Здравков Даскалов е български юрист – адвокат и университетски преподавател. Доцент е по гражданско и търговско право в Института за държавата и правото при Българската академия на науките.

## Биография
Вълчин Даскалов е роден на 22 август 1961 г. Дипломира се със степен магистър по специалност право в Юридическия факултет на Софийския университет през 1988 г., а по-късно и доктор по гражданско право в УНСС.
В Юридическия факултет на УНСС постъпва през 1990 г.. През 2009 г. защитава докторска дисертация на тема: „Имуществена отговорност на членовете на управителните органи на капиталови дружества за вреди причинени на дружествата".
Води занятия по търговско право, основи на правото, търговски сделки и търговска несъстоятелност и австрийско право.
От 1993 г. е референт за България в Института по средно и източно европейско стопанско право (FOWI) към Икономическия университет във Виена, като от същата година е и ежегоден гост-професор в университета. Представител е за България в групата за изготвяне на общоевропейски типов дружествен закон (European Model Law Group). Член е на Софийската адвокатска колегия от 1994 г. От 1998 г. е заместник-председател на Сдружението на немскоговорещите адвокати в България, а от 2007 г. е заместник-председател на Управителния съвет на Института на дипломираните финансови консултанти.
Oт 2012 г. е хабилитиран с научното звание „доцент“ по гражданско и търговско право. Научните му трудове са публикувани основно в чужбина и главно на немски език.
Владее отлично немски и руски език, ползва и английски и испански.

## Публикации
- Bausteine eines bulgarischen Konzerntrechtes (Изграждащи елементи на българско право на концерните), в сборна книга „Krakauer Forum 2011 – Aktuelle Probleme des Konzernrechtes in Europa“ (Краковски форум 2011 – Актуални проблеми на правото на концерните в Европа), издание на FOWI, Виена студия, издателство Facultas/Nomos, Виена, 2012 г.
- Правна закрила на миноритарните съдружници и акционери в капиталови дружества, 431 стр. монография, издателство АВАЛОН Пъблишинг, 2012 г.
- Haftungsrisiken für Muttergesellschaften in Konzernstrukturen nach dem bulgarischen Recht (Рискове за отговорност за дружества-майки в концернови структури според българското право) в сборна книга „Haftungsrisiken für Muttergesellschaften in Konzernstrukturen Mittel- und Osteuroipas“ (Рискове за отговорност за (чуждестранни) дружества-майки в концернови структури в средна и източна Европа), 61-126 студия, издателство Facultas/Nomos, Виена, 2013 г.
- Академичната етика и образованието по право, в Научни трудове на УНСС, том. 2/2013, стр. 7-45 студия, Издателски комплекс-УНСС, 2013 г.
- Доброто корпоративно управление като предмет на правно регулиране, доклад на научна конференция „Усъвършенстване на стандартите за добро корпоративно управление“ 14.03.2014, Институт за икономически изследвания при БАН
- Особености на правната рамка на доброто корпоративно управление в България, в „Корпоративното управление за ХХI век. Утвърждаване на стандарти за добро корпоративно управление в България“, стр. 231-368 Монография в сборен том, изд. Горекс Прес, София, 2014 г.
- Pfand ohne Übergabe des Pfandgutes – das Sonderpfand nach dem bulgarischen Recht (Залог без предаване на заложената вещ – особеният залог по българското право), 30 стр., в сборна книга „Krakauer Forum 2015 – Aktuelle Probleme der Kreditsicherungen in Europa“ (Краковски форум 2015 – Актуални проблеми на кредитните обезпечения в Европа), издание на FOWI, Виена студия, издателство Facultas/Nomos, Виена, 2016 г.
- Монографично изследване на тема „Kreditsicherheiten in der Insolvenz in Bulgarien. Rechtsstellung der gesicherten Gläubiger“ (Кредитните обезпечения в производството по несъстоятелност в България. Правно положение на обезпечения кредитор), 150 стр., участие в сборна книга, издателство NOMOS, Виена, юни 2016